# Kopalnia Węgla Kamiennego „Szczęście Luizy”
Kopalnia Węgla Kamiennego „Szczęście Luizy” (do 1922 roku Louisensglück) – kopalnia węgla kamiennego, która znajdowała się w pobliżu osady Borki w Roździeniu, będącym obecnie częścią dzielnicy Szopienice-Burowiec w Katowicach, działająca w latach 1838–1939.

## Historia
Eksploatację węgla kamiennego w kopalni rozpoczęto na polu górniczym nadanym 26 czerwca 1838 roku pod nazwą Louisensglück. Eksploatowała również pole górnicze Guter Traugott (nadanie 26 kwietnia 1839 roku). Należała początkowo do mistrza murarskiego z Dębu Józefa Heintzego, sztychmistrza Traugotta Krauta i wdowy po aptekarzu z Mysłowic, Henrietty Fengler. W 1873 roku wydobyto w niej 232 861 ton węgla kamiennego, a od 1874 zakład eksploatował również pole górnicze Neue Louisensglück. Kopalnia była eksploatowana z przerwami i przy zmieniających się właścicielach gwarectwa do 1894 roku, kiedy to została zatopiona. 
W 1922 roku gwarectwo i nieczynna kopalnia zmieniły nazwę na polskie tłumaczenie niemieckiej, czyli Szczęście Luizy. Dziesięć lat później, w 1932 roku powstała spółka z ograniczoną odpowiedzialnością o nazwie Szczęście Luizy. Eksploatację w kopalni wznowiono rok później, w 1933 roku. Początkowo zakład prowadziła spółka dzierżawiąca prawo wydobywania węgla od gwarectwa (właścicieli), a w 1938 roku większość udziałów gwarectwa nabył większościowy udziałowiec spółki – Chil Rechnic, prowadzący kilka niewielkich kopalni. W tym czasie wydobywano w niej ok. 40 tysięcy ton węgla rocznie (41 131 t w 1938 roku). W latach 1937–1938 kopalnia występowała przejściowo pod nazwą Jadwiga. 22 sierpnia 1939 roku, na skutek awarii głównej pompy, kopalnia została zatopiona. Eksploatacji w kopalni już nie wznowiono.
Na terenach dawnej kopalni, przy ul. Korczaka 76c, powstał zakład produkcji ekogroszku.